# Desze község
Desze község (románul: Comuna Desești) község Máramaros megyében, Romániában. Központja Desze, beosztott falvai Hernécs, Krácsfalva.

## Népessége
A 2011-es népszámlálás adatai alapján a község népessége 2341 fő volt.